# Гемиплегическая мигрень
Гемиплегическая мигрень — относительно редкая разновидность мигрени, при которой появляется повторяющаяся временная слабость с одной стороны тела (гемиплегия — понятие, обозначающее паралич мышц одной половины тела).
Как правило, гемиплегическая мигрень обнаруживается у пациентов, родители которых были подвержены точно таким же приступам. Лечение этой формы мигрени, как правило, не отличается от методики лечения обычной или офтальмической мигрени. Перед тем, как установить диагноз «гемиплегическая мигрень», необходимо исключить другие причины возникновения приступов мышечной слабости. Для этого достаточно получить результаты обследования пациента на компьютерном томографе.